# Classe Alvor
A classe Alvor foi uma classe de lanchas de fiscalização pequenas (LFP), ao serviço da Marinha Portuguesa, entre 1967 e 1975.
As embarcações foram construídas no Arsenal do Alfeite, segundo um projeto quase idêntico ao das lanchas da classe Bellatrix. Foram baptizadas com nomes de povoações do Algarve, com iniciais em A.
As lanchas foram empregues na Guerra do Ultramar, atuando nos rios e águas costeiras do teatro de operações da Guiné Portuguesa. Para essa missão, estavam pintadas de verde e armadas com um lança-foguetes múltiplo de 37 mm.
Em 1973, a lancha NRP Albufeira foi atribuída, como unidade auxiliar, ao Comando da Defesa Marítima de Timor. Nessa altura, foi desarmada, pintada de branco e rebatizada Tibar. Em 11 de agosto de 1975 a Tibar foi utilizada para transportar o governador de Timor, Lemos Pires, para a ilha de Ataúro, em virtude da guerra civil que assolava o território.

## Unidades
| Número de amura   | Nome          | Comissão    | Observações             |
| ----------------- | ------------- | ----------- | ----------------------- |
| P 1156            | NRP Alvor     | 1967 - 1975 |                         |
| P 1157            | NRP Aljezur   | 1968 - 1975 |                         |
| P 1158 (até 1973) | NRP Albufeira | 1968 - 1975 | Tibar entre 1973 e 1975 |